# Овенс
Овенс (англ. Ovens; ирл. Na hUamhanna) — деревня в Ирландии, находится в графстве Корк (провинция Манстер).
Население — 1697 человек (по переписи 2006 года).